# Autumn Aurora
Autumn Aurora è il secondo album del gruppo musicale ucraino Drudkh, pubblicato nel 2004 dalla casa discografica inglese Supernal Music.
I testi delle canzoni non sono mai stati resi noti al pubblico.
L'album è stato ristampato il 9 novembre del 2009 dalla casa discografica Season of Mist in versione digipack e con una differente copertina.

## Tracce
1. Fading – 1:30
2. Summoning the Rain – 5:42
3. Glare of Autumn – 5:09
4. Sunwheel – 8:47
5. Wind of the Night Forests – 9:59
6. The First Snow – 9:10

## Formazione
- Roman Saenko - chitarra, basso
- Thurios - voce, tastiere
- Amorth - tastiere

### Ospiti
- Yuriy Sinitsky - batteria